# Ilya Wolfsohn
Ilya Wolfsohn (* 1997 in Gomel, Belarus) ist ein deutscher Schauspieler.

## Leben
Ilya Wolfsohn ist gebürtiger Weißrusse und wuchs zweisprachig mit Russisch und Deutsch als Muttersprachen auf. Er besuchte das Kurt-Körber-Gymnasium in Hamburg und war in seiner Jugend als Kampfsportler aktiv. Seine Schauspielausbildung absolvierte er von 2016 bis 2020 an der Hochschule für Musik und Theater in Rostock.
Ab der Spielzeit 2020/21 war er bis zum Ende der Spielzeit 2022/23 festes Ensemblemitglied am Theater Junge Generation in Dresden. Dort spielte er in einer Inszenierung von Philippe Besson seine erste Hauptrolle, den schüchternen Leon in einer Bühnenfassung des Romans Leon zeigt Zähne. Weitere Rollen hatte er in Das Dschungelbuch und als Nino/Paolo in Momo. In der Spielzeit 2021/22 spielte er den Jugendlichen Martin in dem Schauspiel Diamond Sky des britischen Autors Nick Wood. Im Februar 2023 gehörte er in der Rolle des Danny, der sich für die ärmlichen Verhältnisse, in denen er lebt, schämt, zur Besetzung der Uraufführung des Kinder- und Jugendtheaterstücks Geschichten vom Aufstehen von Thomas Freyer.
2021 beteiligte sich Wolfsohn außerdem mit einer szenischen Lesung des Romans Corpus Delicti von Juli Zeh an der digitalen Lesereihe #tjgliest des Theaters Junge Generation.
Zur Vorbereitung auf seine Film- und TV-Rollen besuchte Wolfsohn von 2023 bis 2024 das Camera Actors Studio des Instituts für Schauspiel, Film- und Fernsehberufe (ISFF) in Berlin. In der 3. Staffel der ZDF-Krimiserie Mordsschwestern – Verbrechen ist Familiensache (2024) übernahm er eine Episodenhauptrolle als tatverdächtiger Apothekenangestellter Freerk Linnewever.
Wolfsohn ist Mitglied der Genossenschaft Deutscher Bühnen-Angehöriger (GDBA) und Mitglied im Bundesverband Schauspiel
(BFFS). Er lebt in Leipzig.

## Filmografie (Auswahl)
- 2019: Welt unter (Episodenfilm, Hochschule für Musik und Theater Rostock)
- 2024: Mordsschwestern – Verbrechen ist Familiensache: Explosiv (Fernsehserie, eine Folge)